# Áreas protegidas de Vietnam

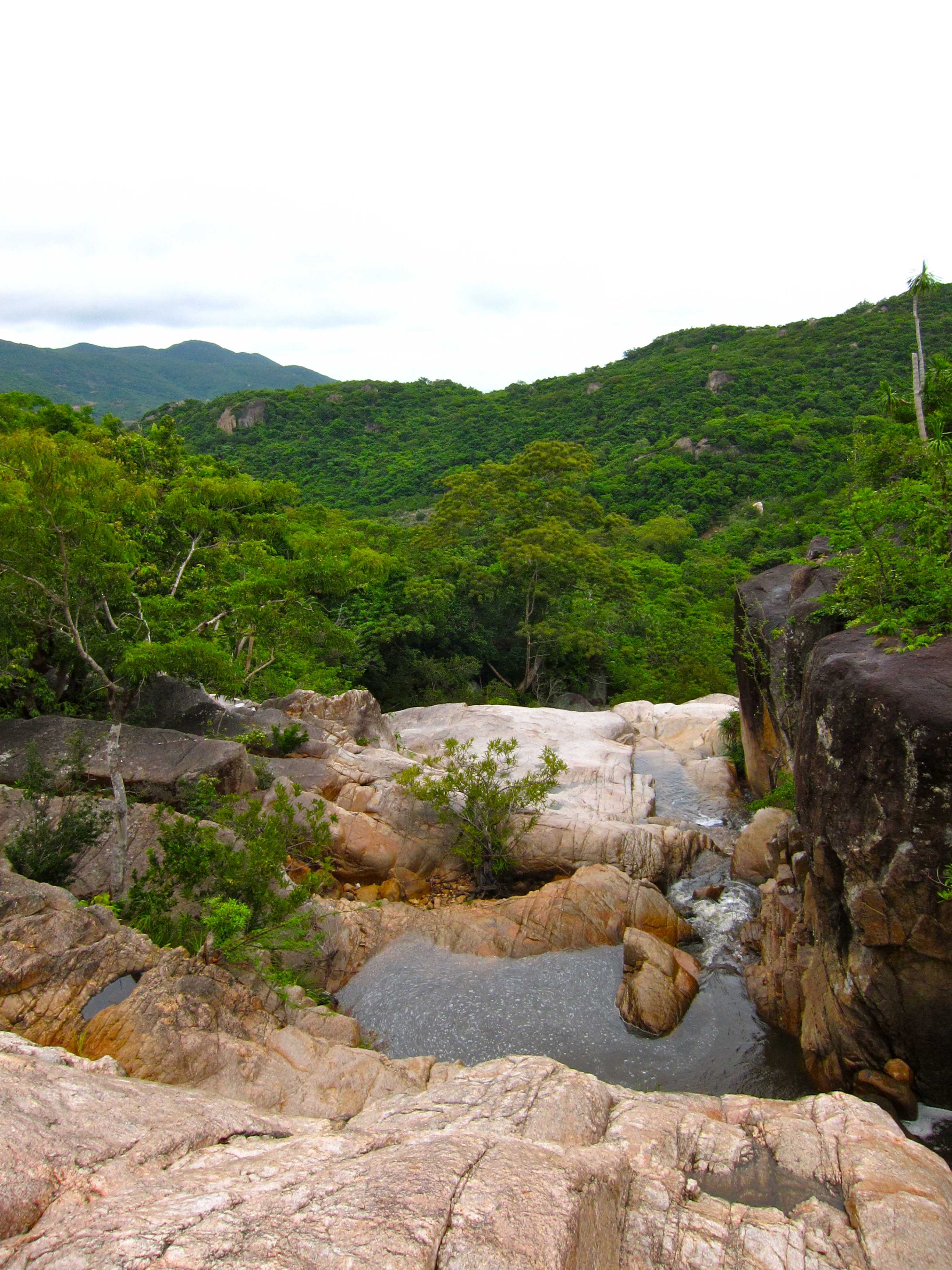
Río de Lo O, en el parque nacional de Núi Chúa.

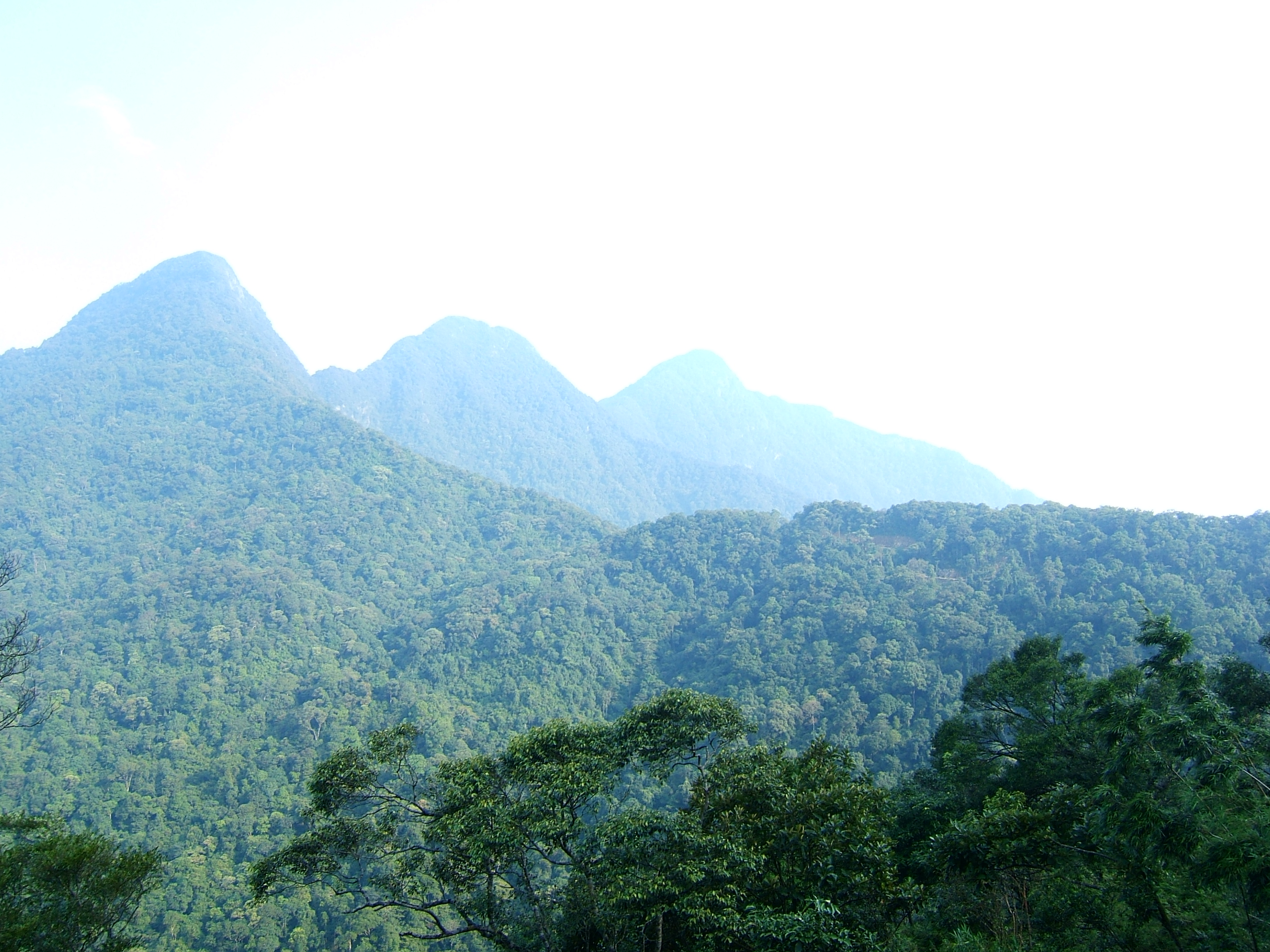
Parque nacional de Tam Dao, en las montañas del mismo nombre

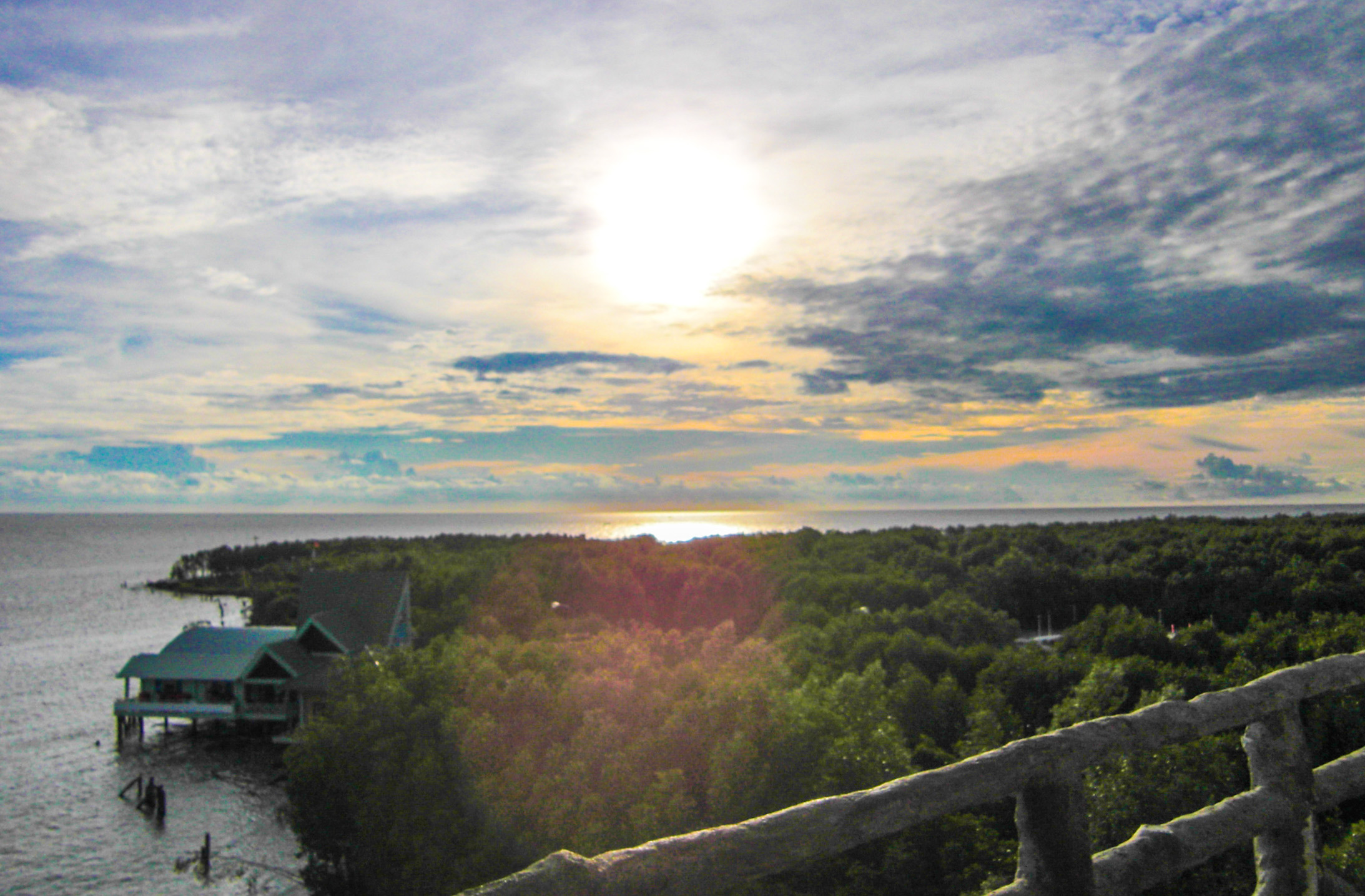
Parque nacional de Mui Ca Mau

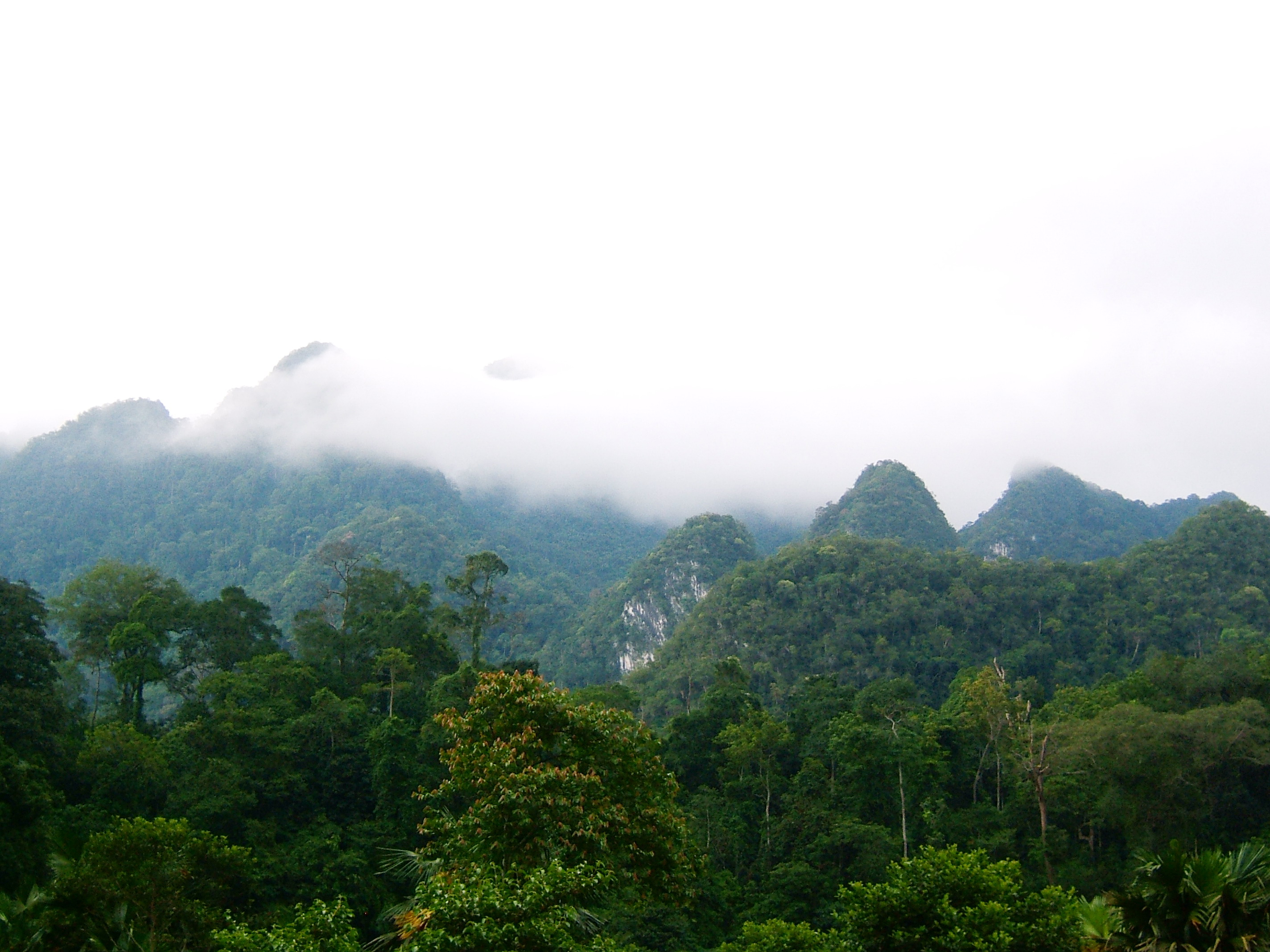
Parque nacional de Xuan Son.

Según la IUCN (Unión Internacional para la Conservación de la Naturaleza) en Vietnam hay 57 zonas protegidas reconocidas internacionalmente, que ocupan 24.994 km², el 7,58% de los aproximadamente 330 000 km² del país, así como 3630 km² de áreas marinas, de los 647 232 km² que pertenecen a Vietnam. En este conjunto hay 15 parques nacionales, 21 reservas naturales (aunque muchas se han categorizado como parques nacionales hasta un total de 30) y 21 lugares históricos y culturales. En Vietnam hay además 8 sitios Ramsar, humedales de importancia internacional, que cubren un total de 1178 km². BirdLife International reconoce 62 IBAs (Important Bird Areas), que cubren un total de 16 420 km² y 835 especies de aves, de las que 328 son especies migratorias, 10 son endémicas y 59 son especies amenazadas.

## Parques nacionales
En 1963, Hồ Chí Minh dijo: "La destrucción de nuestros bosques causará serios problemas en el clima, la productividad y la vida. El bosque es oro. Si sabemos como conservarlo, será muy valioso". La guerra y el incremento de la población han llevado a gran parte a la extinción, pero se han conseguido crear un gran número de parques nacionales destinados a la conservación y el ocio.
 En Vietnam hay unas 2000 especies marinas costeras y unas 700 especies de peces en los ríos, además de 889 especies de aves, 310 de mamíferos, 296 de reptiles y 162 de anfibios. Se calcula que hay unas 11.400 especies de plantas vasculares. El WWF (World Wide Fund for Nature) calcula que el 10 por ciento de todas estas especies están en peligro de extinción. En respuesta a esto, se empezaron a crear parques nacionales en 1986, con el parque nacional de Cát Bà, en el delta del río Rojo. Desde entonces, el Gobierno ha creado 30 parques nacionales, los últimos, Phuoc Binh y U Minh Ha, en 2006.

### Región del Noreste
- Parque nacional de Ba Bể, en la provincia de Bắc Kạn, en Đông Bắc, al nordeste de Vietnam, con 100 km². Centrado en el lago Ba Bể, el más grande de Vietnam, de 6,5 km². Se halla a 150 m de altitud y está dividido en tres partes. Cuevas, pangolines, muerciélagos y macacos. Sitio Ramsar.
- Parque nacional de Bái Tử Long, en el nordeste, en la bahía de Bai Tu Long, al nordeste de la bahía de Ha-Long, 61 km² de tierra y 91 km² de agua, con 40 islas en tres grupos. Bosque lluvioso, bosque costero zona de coral y de aguas poco profundas.

### Noroeste
- Parque nacional de Hoàng Liên, en la provincia de Lào Cai, al noroeste, en la cordillera de Hoang Lien Son, con 298 km². Alberga el pico más alto del país, el Fansipan, con 3.142 m, el techo de Indochina.
- Parque nacional de Xuân Sơn, en la provincia de Phu Tho, en las montañas de Hoang Lien, al noroeste, con 150 km².
- Parque nacional de Tam Dao, 85 km al norte de Hanói, en la cordillera de Tam Dao, con 368 km².
- Parque nacional de Ba Vì, 48 km al oeste de Hanói, en la cordillera de Ba Vi, con 108-120 km². Montaña aislada a 50 km al oeste de Hanói, con tres picos que superan los 1000 m por encima de una llanura que no supera los 30 m en el delta del río Rojo. Bosque siempre verde de coníferas y hoja ancha. Plantación y extracción de plantas medicinales.[6]

### Delta del río Rojo
- Parque nacional de Cát Bà, patrimonio de la humanidad y reserva de la biosfera, en la isla de Cát Bà en la bahía de Ha-Long, al norte de Vietnam, en el golfo de Tonkin, con 152 km² y 98 km² de bosques con grutas. Destaca el bosque de King Giao, con la rara especie Nageia fleuryi.[7]
- Parque nacional de Cuc Phuong, en la provincia de Ninh Binh, en el delta del río Rojo, con 224 km². Reserva foresdtal repleta de cuevas con restos humanos de 7.000-12.000 años de antigüedad. Montañas kársticas y valles profundos, entre 150 y 650 m de altitud. Primates, puercoespines, murciélagos, ardillas gigantes.
- Parque nacional de Bến En, en la provincia de Thanh Hóa, en el norte, al sur del delta del río Rojo, 147 km². Bosque primitivo, colinas, ríos y un lago de 3.000 ha con 21 islotes.[8]
- Parque nacional de Xuân Thủy, en la Reserva de la Biosfera del Río Hong en la provincia de Nam Dinh, en el delta del río Rojo, además sitio Ramsar, con 71 km².

### Costa central norte
- Parque nacional de Pù Mát, en la provincia de Nghe An, en el norte de la región de la Costa Central, en la Reserva de la Biosfera del Nghe Occidental, con 911 km².
- Parque nacional de Vũ Quang, en la provincia de Ha Tinh, en el centro norte de Vietnam, con 550 km².
- Parque nacional Phong Nha-Kẻ Bàng, provincia de Quảng Bình, a unos 450 kilómetros al sur de Hanói, con 857 km².
- Parque nacional de Bạch Mã, en el centro de Vietnam, cerca de la ciudad de Hue, con 220 km². En el centro de la cordillera Annamita, en la frontera con Laos. El monte Bach Ma es el lugar más lluvioso de Vietnam, con una media de 7.977 mm anuales. Granito, arenisca, esquisto y gneis. Muy agreste, desde las cimas hasta la costa, bosques y lagunas costeras.[9]

### Costa central sur
- Parque Nacional Cat Tien, entre las provincias de Dong Nai, Lam Dong y Binh Phuoc, a unos 150 km al norte de Ciudad Ho Chi Minh, en el centro sudeste, con 743 km².
- Parque nacional de Phước Bình, provincia de Ninh Thuan, 198 km².

### Altiplano central
- Parque nacional de Kon Ka Kinh, en la provincia de Gia Lai, en la meseta de Kon Tum, 417 km². Bosque protegido desde 1986, entre 570 y 1748 m (pico de Kon Ka Kinh).
- Parque nacional de Chư Yang Sin, en la provincia de Đắk Lắk, en el centro-sur, con 589 km². Montañoso, centrado en el monte Chu Yang, de 2.442 m.[10] Destacan los bosques de coníferas, con unos 100 km² de Pinus kesiya.
- Parque nacional de Yok Don, provincia de Dak Lak, en el Altiplano central, con 1.155 km².
- Parque nacional de Chư Mom Ray, provincia de Kon Tum, en el centro, 560 km², frontera con Laos y Camboya, junto al Parque nacional Virachey de Camboya, y el área protegida de Nam Ghong, en Laos, que en conjunto cubren unos 7.000 km² de bosque, con unas 1.500 especies de plantas y más de 100 amenazadas, hay búfalos, tigres, elefantes y osos.[11]

### Sudeste
- Parque nacional de Lò Gò-Xa Mát, en Dong Nam Bo (provincia de Tây Ninh) al sudeste de Vietnam, con 187 km². Entre 5 y 10 m sobre el mar, dividido en tres zonas: una de protección estricta, de 8.590 ha, una de restauración ecológica de 10.080 ha y una administrativa. Cubierta de bosque caduco, semicaduco y manglares permanentes. Zona importante para las aves, con especies como el espolonero de germain y el faisán siamés, así como la grulla sarus.[12]

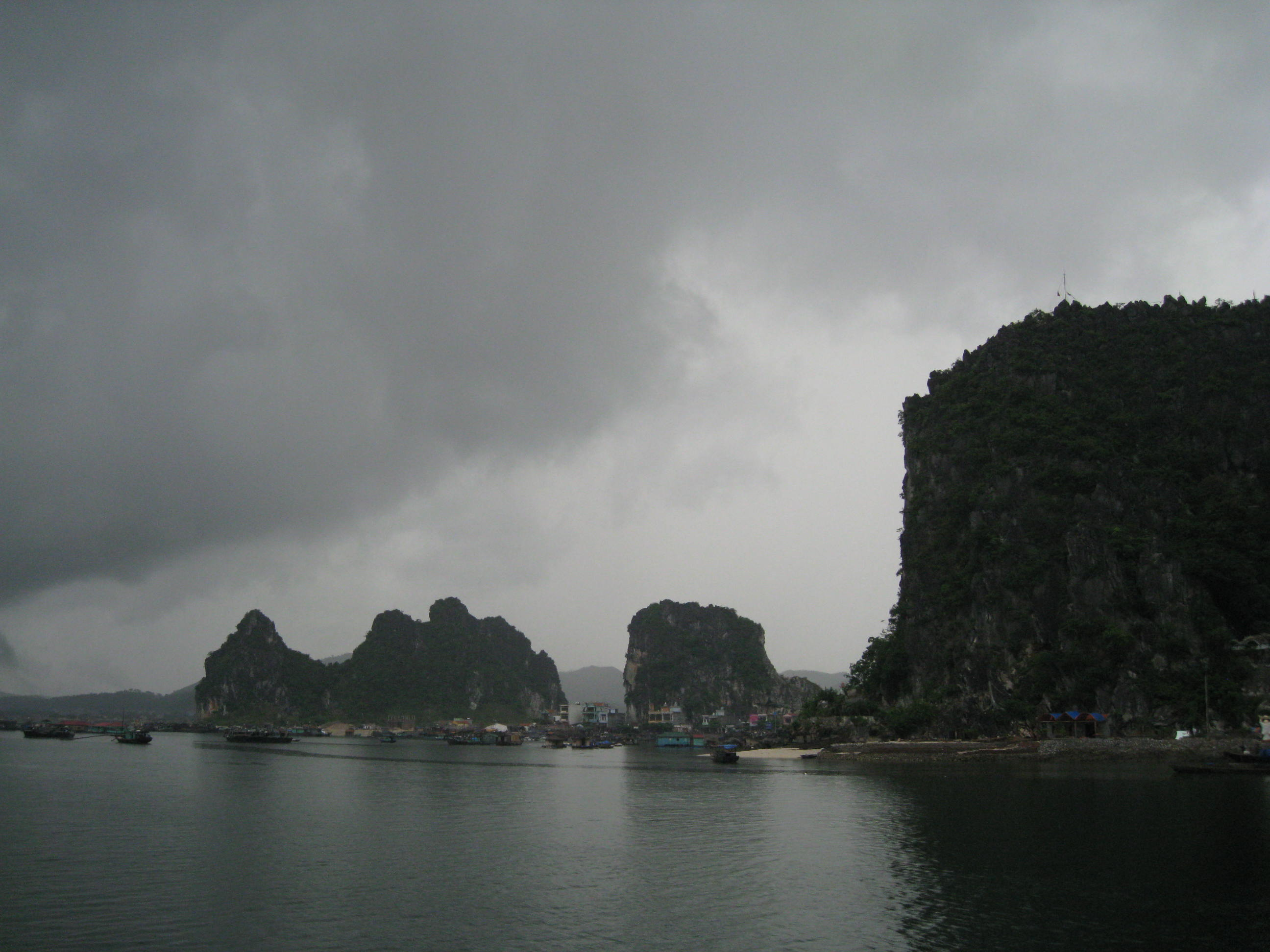
Parque nacional de la bahía de Bái Tử Long. Según la leyenda, un inmenso dragón fue dejando huevos a lo largo de la bahía, convertidos en las rocas que sobresalen del agua.

- Parque nacional de Núi Chúa, en la provincia de Ninh Thuan, en el sudeste, con 298 km². Hábitat costero y marino.
- Parque nacional de Bidoup Núi Bà, en la provincia de Lâm Đồng, al sudeste, con 648-700 km². Recibe el nombre por las cimas de Bidoup (2287 m) y Nui Ba (2167 m), en la meseta de Dalat. Bosque.[13]
- Parque nacional de Bù Gia Mập, provincia de Bình Phước, sur interior, 260 km². Extremo sur del Altiplano Central. En su interior se halla la central hidroeléctrica de Thác Mơ en el río Bé. Bosque primario con maderas aromáticas como Dalbergia oliveri. Primates como el duc de canillas negras y el gibón de mejillas beige, y aves como la arborófila de David y el espolonero de germain.

### Delta del río Mekong
- Parque nacional de Phu Quoc, en la isla Phu Quoc, en la provincia de Kien Giang de la región del delta del río Mekong, con 314 km².
- Parque nacional de Côn Đảo, en las islas de Côn Đảo, en la provincia de Bà Rịa-Vũng Tàu, al sudeste, con 150 km²
- Parque nacional Mũi Cà Mau, extremo meridional de Vietnam, delta del Mekong, 418 km².
- Parque nacional de Tràm Chim, provincia de Dong Thap, 75 km².
- Parque nacional de U Minh Thượng, 80 km², en el delta del Mekong, también sitio Ramsar.
- Parque nacional de U Minh Hạ, provincia de Cà Mau, extremo sur del país, 83 km². Manglares.

## Reservas naturales
- Reserva natural de Muong Nhe, en el noroeste
- Reserva natural de Pa Co-Hang Kia, en el noroeste
- Reserva natural de Sop Cop, en el noroeste
- Reserva natural de Thuong Tien, en el noroeste
- Reserva natural de Xuan Nha, en el noroeste
- Reserva natural de Ba Na-Nui Chua, en la costa central sur
- Reserva natural de Cu Lao Cham, en la costa central sur
- Reserva natural de Can Gio (reserva de la biosfera de la Unesco), en el sudeste
- Reserva natural de Pu Luong, en la costa norte central
- Reserva natural de Kon Cha Rang, en el Altiplano central
- Reserva natural de Lung Ngoc Hoang, en el delta del Mekong
- Reserva natural de Nui Cam, en el delta del Mekong
- Reserva natural de Thanh Pu, en el delta del Mekong
- Reserva natural de Vo Doi, en el delta del Mekong

## Sitios Ramsar
- Parque nacional de Ba Bể, al nordeste de Vietnam, 100 km², 22°24′N 105°36′E. El único lago de agua dulce de importancia del país, rodeado por un sistema montañoso kárstico, donde viven especies amenazadas como el langur o la tortuga cabezona y el martinete magnífico, además de especies endémicas como la salamandra Paramesotriton deloustali.

- Reserva natural de Xuan Thuy, 120 km², 20°10′N 106°20′E. Reserva estricta. Islas en el estuario del delta del río Rojo, con manglares costeros y marismas. En la zona se practica la pesquería.[14]

- Llanura de inundación y humedales de Bau Sau (lago Cocodrilo), 137 km², 11°28′N 107°23′E. En el parque nacional Cat Tien, zona de transición entre la cordillera Annamita y el bajo Mekong, donde quedan bosques de tierras bajas semicaducos representativos de Indochina. Aquí viven 50 especies de la lista roja de especies amenazadas de la IUCN, entre ellas el cocodrilo siamés, la especie de peces Scleropages formosus, el mono duc de canillas negras, el elefante asiático, el búfalo gaur, el gibón de mejillas beige y la nutria lisa, 13 peces endémicos y 6 tipos de tortugas y galápagos. Entre las aves, el ibis de Davison, el pato de jungla, la grulla sarus y el marabú menor. Un embalse retiene el agua para proteger a las poblaciones inferiores de las inundaciones. Amenaza de la exótica Mimosa pigra y el jacinto de agua.[15]

- Parque nacional Mũi Cà Mau, 418 km², 08°41′N 104°48′E.

- Parque nacional de U Minh Thượng, 80 km², 09°36′N 105°06′E.

- Parque nacional de Côn Đảo, 199 km², 08°42′N 106°38′E.

- Parque nacional de Tràm Chim, 73 km², 10°43′N 105°30′E.

- Reserva de Lang Sen, 48 km², 10°47′N 105°44′E. Delta del Mekong, carrizales, llanuras de inundación, pantanos y bosques de ribera.[16]

## Reservas de la biosfera de la Unesco
- Reserva de la biosfera de Cat Tien, 2.573 km², 11°34'N; 107°22'E, entre el bosque tropical húmedo de la cordillera Annamita en el norte y el bosque de manglares del delta del Meking en el sur. Domina el bosque verde secundario, con humedales y bosques de bambú. En la zona hay 11 grupos étnicos.[17]

- Reserva de la biosfera del manglar de Can Gio, 757 km², 10°22' a 10°40' N; 106°46' a 107°01' E. Manglar al sureste de Ho Chi Minh.[18]

#### Propuestas
- Reserva de la biosfera de Cat Ba, 262 km², 20°47'42"N; 107°00'38"E, en el archipiélago de Cat Ba, en el norte de Vietnam, frente al delta del río Rojo. Bosque húmedo tropical, Manglares, arrecifes de coral.[19]
- Reserva de la biosfera de Nghe An Occidental, 13.032 km², entre 58 y 1.800 m de altitud. Nueve distritos montañosos en la cordillera Annamita, con climas diversos a causa de los dos monzones. El 70% de los habitantes son tailandeses. Bosque húmedo verde, praderas, cultivos.
- Reserva de la biosfera de Cu Lao Cham-Hoi An, 331 km², al este de Hoi An, humedales marítimos, bosque, playa, colinas rocosas y montañas.[20]
- Reserva de la biosfera de Kien Giang, sudeste de Vietnam, 6.243 km². Manglares, arrecifes de coral, bosque restaurado y bosque en zona kárstica.[21]
- Reserva de la biosfera del delta del río Rojo, 1.372 km², incluye el sitio Ramsar de la Reserva natural de Xuan Thuy. 30 especies de manglares.[22]
- Reserva de la biosfera de Mui Ca Mau, 3.715 km², de 0 1 13 m de altitud. Sitio Ramsar costero que une los parques nacionales de Mũi Cà Mau y U Minh Hạ.[23]